# Phalangopsina discifera
Phalangopsina discifera är en insektsart som beskrevs av Andrej Vasiljevitj Gorochov 2003. Phalangopsina discifera ingår i släktet Phalangopsina och familjen syrsor. Inga underarter finns listade i Catalogue of Life.